# UFCパフォーマンス・インスティテュート
UFCパフォーマンス・インスティテュート（UFC Performance Institute、略称 UFC PI）は、アメリカ合衆国ネバダ州エンタープライズにある、UFCが所有・運営する総合格闘技のトレーニングおよび研究・育成施設。UFC本社に併設されている。
ネバダ州エンタープライズの他に、中国の上海、メキシコのメキシコシティにも開設されている。

## 概要
総合格闘技の「トレーニング」「技術革新」「研究」を目的として、UFCの本社に併設する形で設立された施設で、最新鋭のトレーニング機器やパフォーマンス測定機器、ボディーメンテナンス機器を備えている。
トレーニングコーチの他に、ストレングス・アンド・コンディショニング、スポーツ科学、フィジカルセラピー、パフォーマンス栄養学の専門家、理学療法士や栄養士などを擁し、選手に怪我の回復や、栄養管理および適切な減量方法などを教えると共に、怪我の早期回復や怪我の発生率を減らすための研究などが行われている。
UFCの選手だけでなく、NFL、NBA、MLB、NHL選手、オリンピック選手、カレッジスポーツ選手なども施設を利用している。

## 歴史
2017年5月、ネバダ州エンタープライズに開設された。
2019年6月、中国の上海にUFCパフォーマンス・インスティテュート・上海を開設した。総床面積は93,000平方フィート（8,700 m2）で、1300万ドル（約19億円）かけて建設された。中国オリンピック委員会から中国オリンピック選手のためのオリンピック公式トレーニング施設の指定を受けている。
2024年2月、メキシコのメキシコシティにUFCパフォーマンス・インスティテュート・メキシコシティを開設した。総床面積は50,000平方フィート（4,700 m2）。